# Kärran
Kärran är en roman av B. Traven, utgiven 1931. Tyskspråkiga originalets titel är Der Karren. Arne Holmström översatte romanen till svenska 1957. Romanen är den första i "Djungel-serien", om de indianska mexikanerna under president Porfirio Diaz hårda regim. Direkt efter denna roman följde Diktatur.

## Handling
Romanen skildrar den unge indianen Andreu Ugaldo som växer upp på en finca, ett gods, som peon. Han hamnar via slumpartade omständigheter hos en affärsman som låter honom transportera så kallade caretas, kärror med varor. Andreu är intelligent och får även tillfälle till en viss bildning och ser till att skapa sig en så pass god tillvaro han kan inom ett mycket hårt yrke. Romanen genomsyras av bittra kommentarer kring samhällsutvecklingen både i 1800-talets Mexiko och rent generellt. Miljöbeskrivningarna är realistiska men även spetsade med en svart humor.